# Гран-при Треве — Ле-Менек — Лудеак
Гран-при Треве — Ле-Менек — Лудеак (фр. Grand Prix Trévé-Le Ménec-Loudéac) — шоссейная однодневная велогонка, проходящая по территории Франции с 2017 года.

## История
Гонка была создана в 2017 году и сразу вошла в календарь женского Кубка Франции.
Маршрут гонки проходит между коммунами Треве и Лудеак в департаменте Кот-д’Армор регионе Бретань. Он представляет собой круг преодолеваемый несколько раз. Количество кругов, их длина и профиль меняются каждый год. Общая протяжённость дистанции составляла от 110 до 115 км.
В 2020 году из-за недостаточного количества зарегистрированных гонщиц в результате пандемии COVID-19 гонка была отменена.

## Призёры
| Год  | Победитель  | Второй          | Третий       |
| ---- | ----------- | --------------- | ------------ |
| 2017 | Одри Кордон | Од Бьянник      | Офели Фенарт |
| 2018 | Одри Кордон | Виктори Гильман | Полин Аллин  |
| 2019 | Одри Кордон | Клара Коппони   | Марион Сико  |